# 18 bis, boulevard Hache-Cœur
 (octobre 2018).
Si vous disposez d'ouvrages ou d'articles de référence ou si vous connaissez des sites web de qualité traitant du thème abordé ici, merci de compléter l'article en donnant les références utiles à sa vérifiabilité et en les liant à la section « Notes et références ».
18 bis, boulevard Hache-Cœur est un feuilleton radiophonique de Frédéric Pommier, diffusé du 29 août 2011 au 29 juin 2012 sur France Inter.
Chaque épisode de cinq minutes environ a été diffusé au sein de l'émission Downtown, de 18h20 à 19h00 du lundi au jeudi.

## Synopsis
Plusieurs personnages vivent des aventures dans un immeuble haussmannien d'une grande ville française de province, sis 18 bis, boulevard Hache-Cœur.
Au début du feuilleton, un nouveau couple s'installe dans un appartement du 3ème étage : le député Thibault Baisse-Patelin et sa compagne, l'animatrice de télévision Betty Bombers.

## Principaux personnages
- Thibault Baisse-Patelin, député socialiste, puis brièvement secrétaire d'État, et sa compagne Betty Bombers, animatrice de télévision[3]
- Carmen de Bizet, gardienne portugaise et son mari espagnol, Don José de Bizet habitant dans la loge de concierge au rez-de-chaussée[3]
- Denis Deneuve, professeur d'EPS et ancien vice-champion de France de javelot ; son épouse Catherine Deneuve, professeur d'anglais ; Blaise et Pascal Deneuve, leurs jumeaux. Ils habitent au 2ème étage de l'immeuble[3].
- Léo Ferra, chanteur à texte de droite. Il chante régulièrement aux « Trois Poneys » et habite au 6ème étage[3].
- Bruno Man's Land, agent immobilier. Ancien locataire de l'appartement au 3ème étage occupé par le député et l'animatrice de télévision.
- Liliane Gutenberg, rentière habitant au 5ème étage
- Ange et Patricia Traversini, habitant au 3ème étage, commerçants du magasin de literie Les Mille et une nuits situé sur le trottoir d'en face de l'immeuble.
- Ségolène Dewaere, coiffeuse du salon de coiffure à côté du magasin de literie, habitant au 6ème étage
- Commandant du Bonheur, officier de police et amant de Ségolène Dewaere
- Marcus, étudiant allemand en Erasmus, habitant dans une chambre de bonne au 6ème étage
- Clara Desvilles, étudiante en sociologie, habitant dans une chambre de bonne au 6ème étage. Ses parents habitent Montpellier.
- Barnabé Deschamps, étudiant aux beaux-arts, habitant dans une chambre de bonne au 6ème étage. Ses parents habitent Lille.
- Mademoiselle Arlette, sœur de Madame Gutenberg, habitant au 3ème étage
- Maitre Renard, avocat ayant son cabinet au 1er étage et habitant au 4ème étage avec sa femme Paulette et leur fille Hermine.
- Sigmund Mund, psychanalyste habitant au 1er étage où il a son cabinet.
- Monsieur Pec, ancien militaire habitant au 2ème étage.

En outre, dans plusieurs épisodes, des phrases prononcées par des personnalités du monde réel sont réutilisées dans le feuilleton. Il s'agit en général de personnalités politiques.

## Acteurs
Le feuilleton ne fait pas appel à des acteurs permanents, mais chaque semaine des comédiens à l’affiche d’une pièce ou d’un film interprètent les personnages présents.
Un même acteur peut donc jouer plusieurs personnages et un personnage être joué par plusieurs artistes.